# Мвана-а Ндзеки, Рафаэль Ндинги
Рафаэль Ндинги Мвана-а Ндзеки (суахили Raphael S. Ndingi Mwana'а Nzeki, 25 декабря 1931, Мвала, Британская Кения — 31 марта 2020, Найроби, Кения) — католический прелат, первый епископ Мачакоса с 29 мая 1969 года по 30 августа 1971 год, епископ Накуру с 30 августа 1971 года по 14 июня 1996 год, архиепископ Найроби с 21 апреля 1997 года по 6 октября 2007 год.

## Биография
21 января 1961 года Рафаэль Ндинги Мвана-а Ндзаки был рукоположён в священника, после чего служил в различных приходах архиепархии Найроби.
29 мая 1969 года Римский папа Павел VI учредил епархию Мачакоса и назначил Рафаэля Ндинги Мвана-а Ндзеки её первым епископом. 1 августа 1969 года в Риме в соборе святого Петра состоялось рукоположение Рафаэля Ндинги Мвана-а Ндзеки в епископа, которое совершил Римский папа Павел VI в сослужении с секретарём конгрегации евангелизации народов кардинал Серджо Пиньедоли и архиепископом Кампалы Эммануилом Киванукой Нсубугой.
30 августа 1971 года Римский папа Павел VI назначил Рафаэля Ндинги Мвана-а Ндзеки епископом Наукуру. 14 июня 1996 года был назначен вспомогательным епископом Найроби.
21 апреля 1997 года Римский папа Иоанн Павел II назначил Рафаэля Ндинги Мвана-а Ндзеки архиепископом Найроби.
6 октября 2007 года подал в отставку.